# Saint-Caprais-de-Blaye

Saint-Caprais-de-Blaye este o comună în departamentul Gironde din sud-vestul Franței. În 2009 avea o populație de 555 de locuitori.

## Evoluția populației
| An        | 1975 | 1982 | 1990 | 1999 | 2006 | 2009 |
| --------- | ---- | ---- | ---- | ---- | ---- | ---- |
| Populație | 305  | 344  | 359  | 405  | 498  | 555  |